# 玫瑰海兔螺
玫瑰海兔螺，又名
玫瑰履螺，是
海兔螺科的一种。

## 分佈
本物種見於中国大陆及台湾，常栖息在潮间带至水深230米的浅海珊瑚礁、岩石底。